# Ernst Wolfram Marboe
Ernst Wolfram Marboe (* 10. August 1938 in Wien; † 12. Jänner 2012 ebenda) war ein österreichischer Journalist, Autor, Regisseur und Landes-, Fernseh- und Programmintendant des ORF.

## Leben
Ernst Wolfram Marboe wurde als Sohn von Ernst Marboe und dessen Frau geboren. Sein vier Jahre jüngerer Bruder ist Peter Marboe, der spätere ÖVP-Politiker und Wiener Kulturstadtrat.
Ernst Wolfram Marboe besuchte das Realgymnasium Schottenbastei und absolvierte anschließend ein Regie- und Schauspielstudium am Max Reinhardt Seminar und ein Studium der Theaterwissenschaften und Germanistik an der Universität Wien. Während seines Studiums wurde er Mitglied der Studentenverbindung K.a.V. Bajuvaria im ÖCV.
Ab 1971 war Ernst Wolfram Marboe Leiter der Abteilung Hörspiel und Literatur im ORF-Landesstudio Niederösterreich. 1976 wurde er niederösterreichischer Landesintendant, 1978 Fernsehintendant des ORF-Fernsehsenders FS 2, 1984 bis 1993 war er Programmintendant des ORF. Von 13. April 1996 bis 18. November 2005 bekleidete er die Position eines Präsidenten des Österreichischen Akademikerbundes.
1985 produzierte er nach seiner Idee als erstes interaktives Fernsehspiel Der Barometermacher auf der Zauberinsel, bei dem er auch selbst Regie führte.
In den Jahren 2000 bis 2007 leitete er die Raimundspiele in Gutenstein. Während dieser Jahre wurden ausschließlich Werke von Ferdinand Raimund aufgeführt. Nach der erstmaligen Aufführung des gesamten dramatischen Werks von Ferdinand Raimund jemals, legte er die Intendanz der nunmehrigen Festspiele Gutenstein zurück.
Marboe, der lange in Perchtoldsdorf wohnte, wurde am dortigen Friedhof beigesetzt.

## Auszeichnungen
- Am 18. September 2006 wurde ihm von Bundesministerin Elisabeth Gehrer die Urkunde über die Verleihung des Berufstitels Professor überreicht.[6]